# Clan Namioka

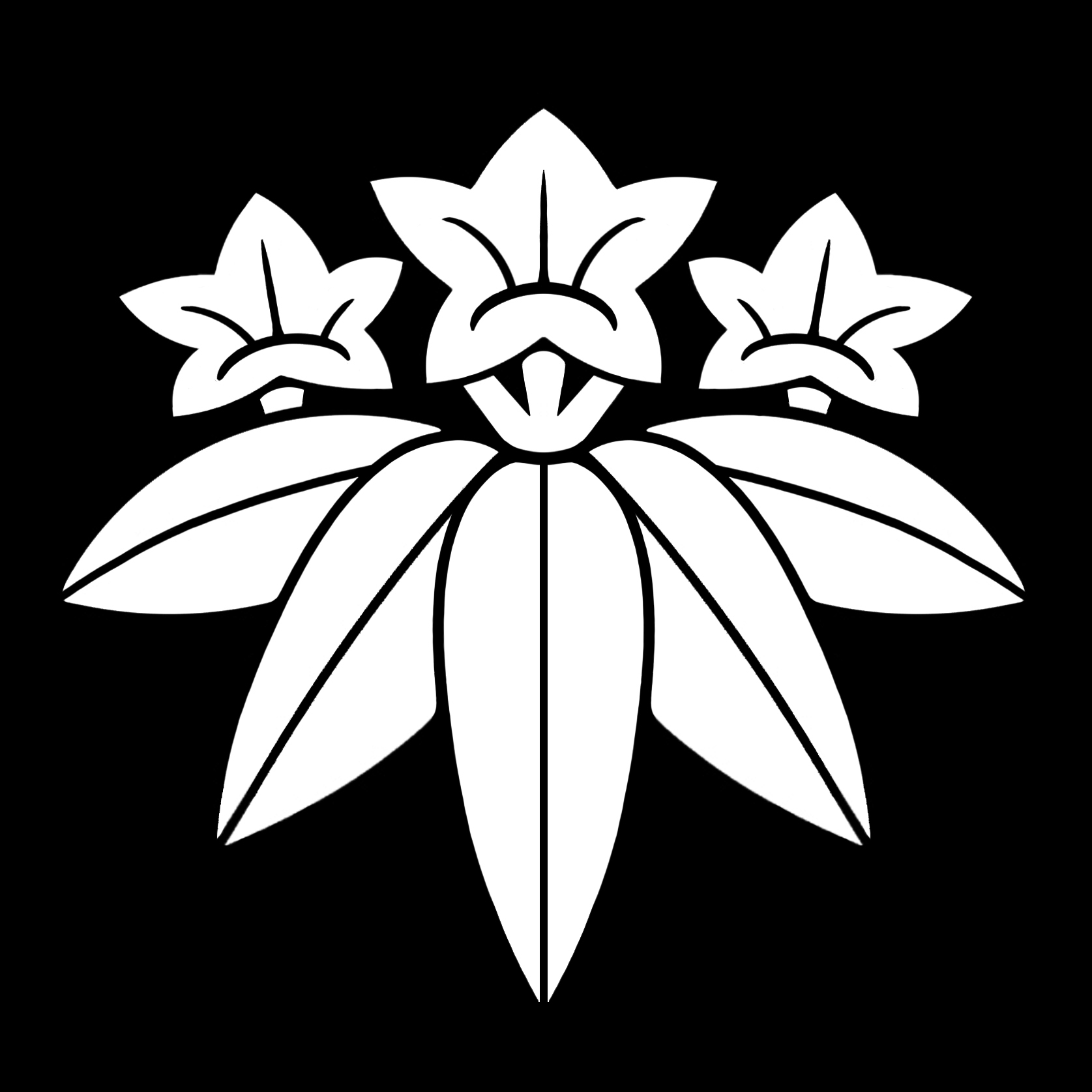
Il mon (emblema) del clan Kitabatake-Namioka

Il clan Namioka (浪岡氏?, Namioka-shi) del nord della provincia di Mutsu erano imparentati con il clan Kitabatake della provincia di Ise e, come loro, discendevano dall'imperatore Murakami (926 – 967). Questo ramo della famiglia, noto anche come Namioka-Kitabatake, discendeva da Kitabatake Akiee (北畠顕家?; 1318–1338), figlio del famoso Kitabatake Chikafusa (北畠親房?; 1293–1354). Supportarono l'imperatore Go-Daigo durante il periodo Nanboku-chō
Durante il XVI secolo competero con i vicini clan Nanbu, Daikouji e Ōura per il controllo della zona. Namioka Tomonaga (浪岡具永?; 1487–1555) costruì il castello di Namioka all'inizio del periodo Sengoku supportato dal clan Andō e i Namioka riuscirono per circa cento anni a resistere circondati da vicini più potenti.
Ma nella seconda metà del XVI secolo ci furono problemi interni al clan e Namioka Tomokazu (浪岡具運?; 1532-1562), il capo del clan, venne ucciso durante una ribellione da uno zio. Questo portò a un declino del clan, poiché anche i loro alleati della famiglia Andō persero potere per la loro guerra col clan Nanbu.
In tale situazione, Ōura Tamenobu, che era servitore del clan Nanbu e comandante del castello di Ōura, cercò di conquistare la regione di Tsugaru e diventare indipendente dai Nanbu. Dapprima Tamenobu catturò il castello di Ishikawa nel 1571 e quello di Daikoji nel 1576, poi mirò al castello di Namioka per chiudere la strada dal territorio dei Nanbu.
Nel 1578 Namioka Akimura (浪岡顕村?; 1555–1578), figlio di Tomokazu, venne attaccato improvvisamente da Ōura Tamenobu che lo costrinse a compiere seppuku, ponendo termine al loro status di daimyō. A questo punto la linea principale del clan Namioka fu estinta, ma sopravvisse tramite discendenti che servirono il clan Akita. 
Più tardi questi discendenti del clan ripristinarono il nome originale ″Kitabatake″.